# Dolnice (Cheb)
Dolnice (německy Döllitz) je zaniklá vesnice, součást města Cheb v okrese Cheb v Karlovarském kraji.

## Historie
První písemná zmínka o vesnici pochází z roku 1310, kdy byla uváděna v listině řezenského biskupa Konráda. Krátce poté se dostala vesnice do majetku chebských měšťanů. Roku 1356 je uváděn Jan Hüller, mezi léty 1360–1382 ji vlastnili Döllingerové. Literatura uvádí, že ve 14. století zde byla založena tvrz, k jejímuž zničení došlo údajně roku 1526. V průběhu 16. či 17. století bylo v poplužním dvoře vybudováno nové panské sídlo. Z něj se dochoval objekt v podobě patrového domu. Je využívaný jako obytný dům.
V letech 1869–1910 byla pod názvem Dölitz osada obce Cheb, v letech 1921–1980 osada obce Cheb. Dolnice zanikla 1. března 1980, kdy došlo k jejímu spojení s městem Cheb.

## Obyvatelstvo
Při sčítání lidu v roce 1921 zde žilo sedm obyvatel německé národnosti. Čtyři obyvatelé se hlásili k římskokatolické církvi, tři k evangelické církvi.
| Rok            | 1869 | 1880 | 1890 | 1900 | 1910 | 1921 | 1930 | 1950 | 1961 | 1970 | 1980 | 1991 | 2001 | 2011 |
| -------------- | ---- | ---- | ---- | ---- | ---- | ---- | ---- | ---- | ---- | ---- | ---- | ---- | ---- | ---- |
| Počet obyvatel | 6    | 17   | 12   | 22   | 12   | 7    | 64   | 23   | 29   | –    | –    | –    | –    | –    |
| Počet domů     | 2    | 2    | 2    | 2    | 2    | 2    | 5    | 5    | –    | –    | –    | –    | –    | –    |